# Osbald di Northumbria
Osbald (... – 799) è stato re di Northumbria per un solo mese, nel 796.

## Biografia
Fu amico di Alcuino, monaco di York, che per lettera redarguì più volte il suo stile di vita. Di indole violenta, avrebbe compiuto diversi omicidi, come quando il 9 gennaio 780 uccise Bearn, figlio di Ælfwald, ardendolo vivo a Selectune (forse Silton, Yorkshire settentrionale). Salì sul trono di Northumbria nel 796, in un momento di forte anarchia, tant'è che regnò per meno di un mese prima di essere abbandonato dalla sua famiglia e dal suo popolo. Dopodiché andò in esilio a  Lindisfarne e poi presso il re dei Pitti Caustantín. Morì nel 799 e venne sepolto in una tomba senza nome nella cattedrale di York.